# Браунсвил (Луизијана)
Браунсвил (енгл. Brownsville) насељено је место без административног статуса у америчкој савезној држави Луизијана.

## Демографија
По попису из 2010. године број становника је 4.317.
| Група             | 2000.    | 2010.         |
| Белци             | 0 (0,0%) | 2.941 (68,1%) |
| Афроамериканци    | 0 (0,0%) | 1.093 (25,3%) |
| Азијати           | 0 (0,0%) | 9 (0,2%)      |
| Хиспаноамериканци | 0 (0,0%) | 202 (4,7%)    |
| Укупно            | 0        | 4.317         |